# Platja de Torredembarra i Creixell
Platja de Torredembarra i Creixell, també conegut com Els Muntanyans o els Salats i Muntanyans de Torredembarra i Creixell, és un espai d'interès natural (EIN) de 62 ha que comprèn els termes municipals de Torredembarra i Creixell. Aquest espai és una platja natural, amb dunes i maresmes, un dels pocs llocs de la costa catalana verge i que conserva la sorra natural. Els trams de costa baixa i sorrenca amb presència d'aiguamolls, salobrars i platges arenoses són extremadament rars i, per ells mateixos, justifiquen la inclusió d'aquest espai en la xarxa del PEIN.

## Història
La zona de Torredembarra (35 ha) era una zona verge i poc concorreguda. Des de l'any 1992 gaudeix de protecció com a espai d'interès natural; s'hi prohibí l'entrada de vehicles motoritzats, s'hi definiren uns itineraris i s'inicià un procés de restauració.
D'altra banda, la zona de Creixell (27 ha), el Gorg pròpiament dit, era l'estany més gran de tota la platja geogràfica, entre Torredembarra i Roda de Berà, on es podien veure grups de flamencs. Des de l'any 2005 gaudeix de la mateixa protecció que la zona de Torredembarra, i les dues parts s'han unit per a formar la platja natural d'Els Muntanyans-Gorg (oficialment: EIN Platja de Torredembarra i Creixell). Tot i així, encara no s'ha iniciat el procés de restauració. En l'actualitat només resten alguns fragments relictuals d'un conjunt de sistemes naturals singulars, però a la vegada molt fràgils, i que han sofert profundes modificacions i una forta regressió en els últims anys.

## Geografia
Els Muntanyans-Gorg estan situats a uns 14 km al nord de Tarragona (seguint la línia de costa) i a uns 90 km al sud de Barcelona, entre la via del tren i el mar. La seva llargada és d'uns 3,5 km i la seva amplada d'entre 100 i 300 metres, depenent de la zona. Aquest EIN se situa al bell mig de l'extensió de platja entre el Roquer de Torredembarra i el Roc de Sant Gaietà de Roda de Berà, que forma un total de 7 km.

## Clima
El clima és mediterrani temperat –hiverns suaus, estius calorosos i precipitacions més aviat escasses i de distribució irregular al llarg de l'any. El vent de llevant, procedent del mar i carregat d'humitat, és el responsable de la major part de les precipitacions. Les llevantades (temporals acompanyats per vents molt forts de l'est i, sobretot, del NE) solen portar pluges intenses que descarreguen molta aigua en pocs dies. Rep tamborinades d'estiu, amb sobtades tempestes provocades per núvols de desenvolupament vertical i acompanyades d'un important aparell elèctric, que originen pluges intenses, sovint acompanyades de calamarsades, en un interval de pocs minuts o hores.

## Ecologia
L'ecosistema de platja natural és un dels pocs que queden a la costa catalana, ja que la majoria d'aquesta s'han construït urbanitzacions i passejos per al gaudiment dels turistes. Els Muntanyans-Gorg és un espai privilegiat en aquest sentit, ja que conserva els seus valors naturals.
A la zona més propera al mar trobem les dunes, petites muntanyes de sorra, fixades per les arrels de les plantes adaptades al medi sec i amb pocs nutrients. D'altra banda, tenim els estanys d'aigua salabrosa, una barreja d'aigua dolça (aqüífers i pluja) i aigua salada (mar). Així doncs, podem trobar una diversitat de flora i fauna adaptada a aquestes condicions que en pocs casos la trobarem en altres medis.
La sorra de la platja encara és natural, gràcies a la conservació de les dunes i de la posidònia, que actuen com un reservori de sorra.

### Esculls naturals i artificials
Un exemple d’escull natural marí en el litoral de Torredembarra són les antines. Davant de la platja de Torredembarra s'hi troben una sèrie de barres rocoses de naturalesa calcària que alternen amb el fons sorrenc. Aquestes roques estan orientades en direcció nord-est/sud-oest, paral·leles a la línia de la platja i situades a diferents fondàries. A sobre, hi trobem diverses comunitats biològiques entre les quals cal destacar l'alguer de posidònia. Aquestes roques tenen noms propis ben coneguts pels pescadors i la gent de la mar: les Roquetes, l'Antina, la Barra de Tres, el Brut...

Esculls artificials
Tradicionalment els pescadors han experimentat el benefici per a la pesca d'objectes enfonsats com ara bucs, àncores, restes de naufragis... Per tal causa hom va començar a regular el tipus de materials i la ubicació de deixalles humanes amb la finalitat protectora i promotora de la vida marina.
Darrerament s'ha millorat l'eficiència, la rapidesa de colonització i la minva d'impacte ambiental negatiu dels esculls. Actualment a prop de la platja de Torredembarra hi ha tres esculls artificials que a més de les funcions tradicionals també serveixen per practicar turisme submarí i educació ambiental.
Les platges de Torredembarra i Altafulla són objecte d'un dels diversos projectes d'instal·lació de parcs submarins al llarg del sud de la costa catalana. Aquests parcs són conjunts de boies i construccions dissenyades expressament per a finalitats ambientals.

## Fauna

### Herpetofauna

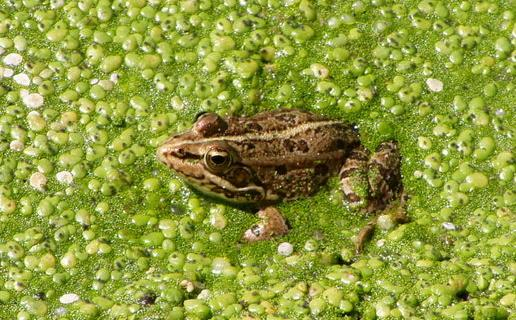
Granota Verda (Pelophylax perezi)

L'assentament de comunitats en aquest ecosistema és influït, en gran manera, per la proximitat del mar i la deficient coberta vegetal, factors que comporten una elevada insolació. En definitiva, les comunitats assentades són molt especialitzades. En aquest sentit, pocs amfibis i rèptils ibèrics estan adaptats als terrenys sorrencs (en aquest cas a les dunes), a causa dels problemes de desplaçament i termoregulació que els suposa aquest ambient. Aquests es poden separar en dos grups:
- Els que viuen a la zona de preduna o màquia litoral (que en aquest cas serien ocasionals).

- Els que estan perfectament adaptats a viure-hi tot l'any.

En condicions naturals, les migracions o visites espontànies del primer grup serien més comunes que en el moment actual, a causa de les fronteres humanes (línia fèrria, urbanitzacions i xarxa viària) que han estat construïdes.
Hauria de ser freqüent trobar, per exemple, la serp verda (Malpolon monspessulanus), o el llangardaix ocel·lat (Timon lepidus), que solen ocupar la zona de preduna. Una possible causa que no sigui així és el gran nombre d'atropellaments que pateixen aquests depredadors en intentar creuar les barreres artificials abans citades.
Entre el grup d'hèrpets que viuen a les dunes es troben la sargantana cuallarga (Psammodromus algirus), la sargantana ibèrica (Podarcis hispanica), i la cua-roja (Acanthodactylus erythrurus). Aquesta darrera gaudeix d'una notable població, fet important atès el caràcter rar d'aquesta espècie en el nostre país, i el fet de ser considerada com el saure amb major perill d'extinció a Catalunya pels seus requeriments ecològics i per l'alteració del seu hàbitat.
Els anurs trobats són la granota verda (Pelophylax perezi), el tòtil (Alytes obstetricans) i el gripau d'esperons (Pelobates cultripes), aquest últim amb una notable població.
Totes les espècies aquí esmentades són especialment sensibles als canvis produïts en el seu hàbitat.

### Ornitofauna

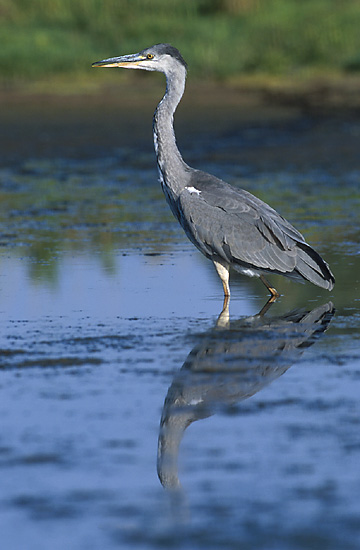
Bernat pescaire (Ardea cinerea)

La progressiva desaparició d'altres espais naturals de característiques similars a la costa catalana han convertit els muntanyans de Torredembarra en un dels pocs llocs adients per al descans de les aus migratòries. D'altra banda, l'escassa extensió del terreny permet a l'ornitòleg o al curiós la fàcil observació d'aquestes aus, la qual cosa ha convertit l'indret en escola de naturalistes.

#### Ardèidsi espècies properes
Aquests ocells (relativament més fàcils d'observar gràcies a la seva mida), són migrants més o menys habituals: l'esplugabous (Bubulcus ibis) i el martinet blanc (Ergetta garzetta) s'observen cada cop amb més freqüència. Cada any hi ha alguna citació de bernat pescaire (Ardea cinerea), d'agró roig (Ardea purpurea) o de flamenc rosat (Phoenicopterus roseus). Segons es pot conèixer, gràcies als exemplars anellats observats, aquests darrers generalment són migrants procedents de la Camarga o del delta de l'Ebre. També s'han pogut contemplar (per bé que més rarament) la cigonya blanca (Ciconia ciconia), el martinet menut (Ixobrychus minutus) o el martinet de nit (Nycticorax nycticorax).

#### Ocells marins
Es presenten especialment gavines i xatracs, i és fàcil l'observació d'espècies més pelàgiques (mascarells, corbs marins, baldrigues, gavots o frarets).

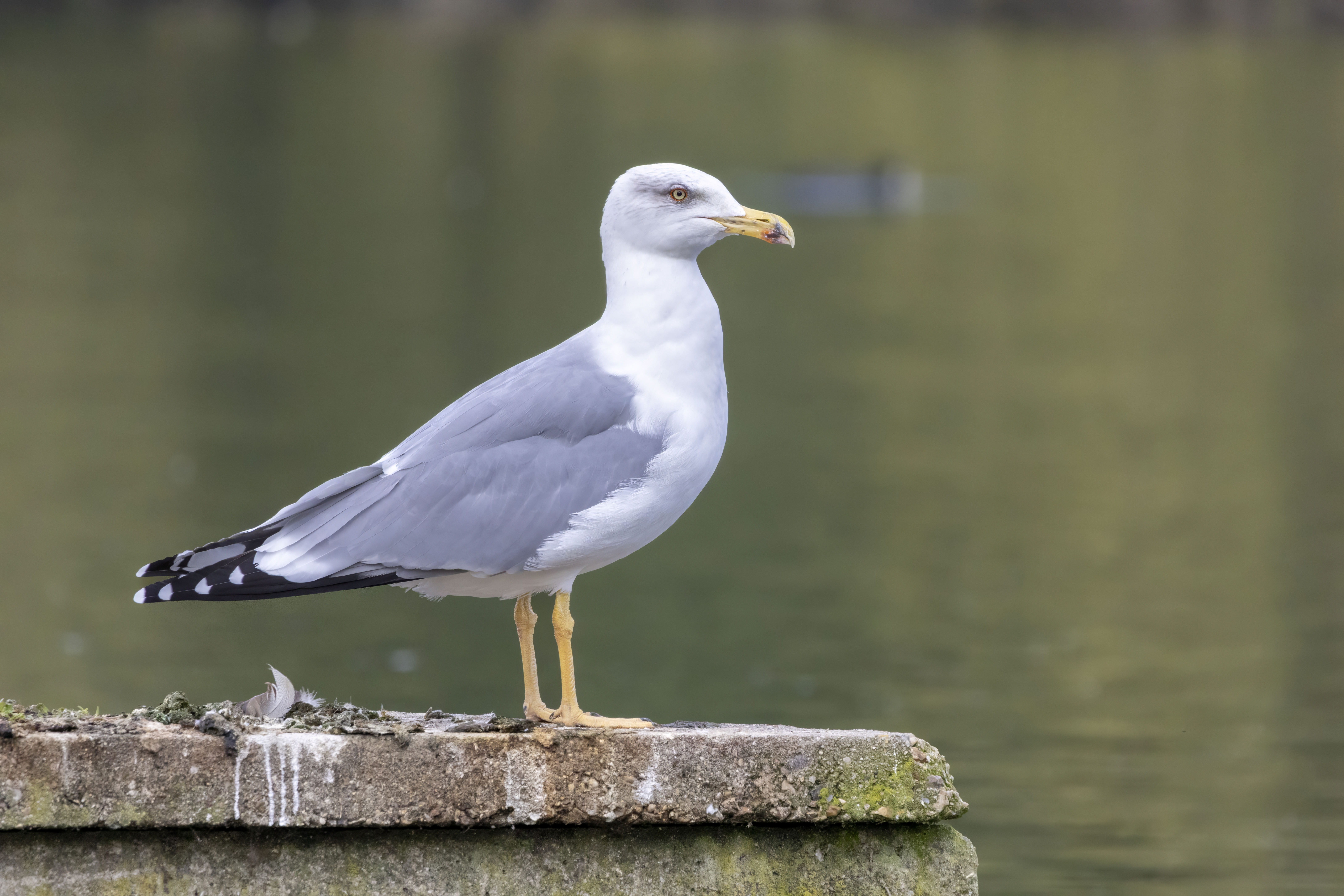
Gavià argentat de potes grogues (Larus michahellis)

Les gavines són el grup més abundós d'aus i hi romanen pràcticament durant tot l'any. Les quatre espècies de làrids més comuns (Larus fuscus, L. michahellis, Chroicocephalus ridibundus i Ichthyaetus melanocephalus) acostumen a alimentar‑se en els aiguamolls o a descansar a la platja.
Els xatracs i fumarells fan volades habituals sobre els aiguamolls o molt a prop de la platja, especialment els següents: xatrac becllarg (Thalasseus sandvicensis), xatrac comú (Sterna hirundo) i fumarell carablanc (Chlidonias hybridus).

#### Anàtidsi altres
Són nombrosos els anàtids que han estat citats a Torredembarra. Alguns són poc habituals, com el cigne mut (Cygnus olor), l'ànec cuallarg (Anas acuta), el bec de serra mitjà (Mergus serrator) o l'ànec fosc (Melanitta fusca). De forma molt més comuna, a l'hivern o a l'època de pas, es troben diversos exemplars d'espècies més comunes, com l'ànec collverd (Anas platyrhynchos), el xarxet (Anas crecca), l'ànec griset (Mareca strepera) i l'ànec blanc (Tadorna tadorna).

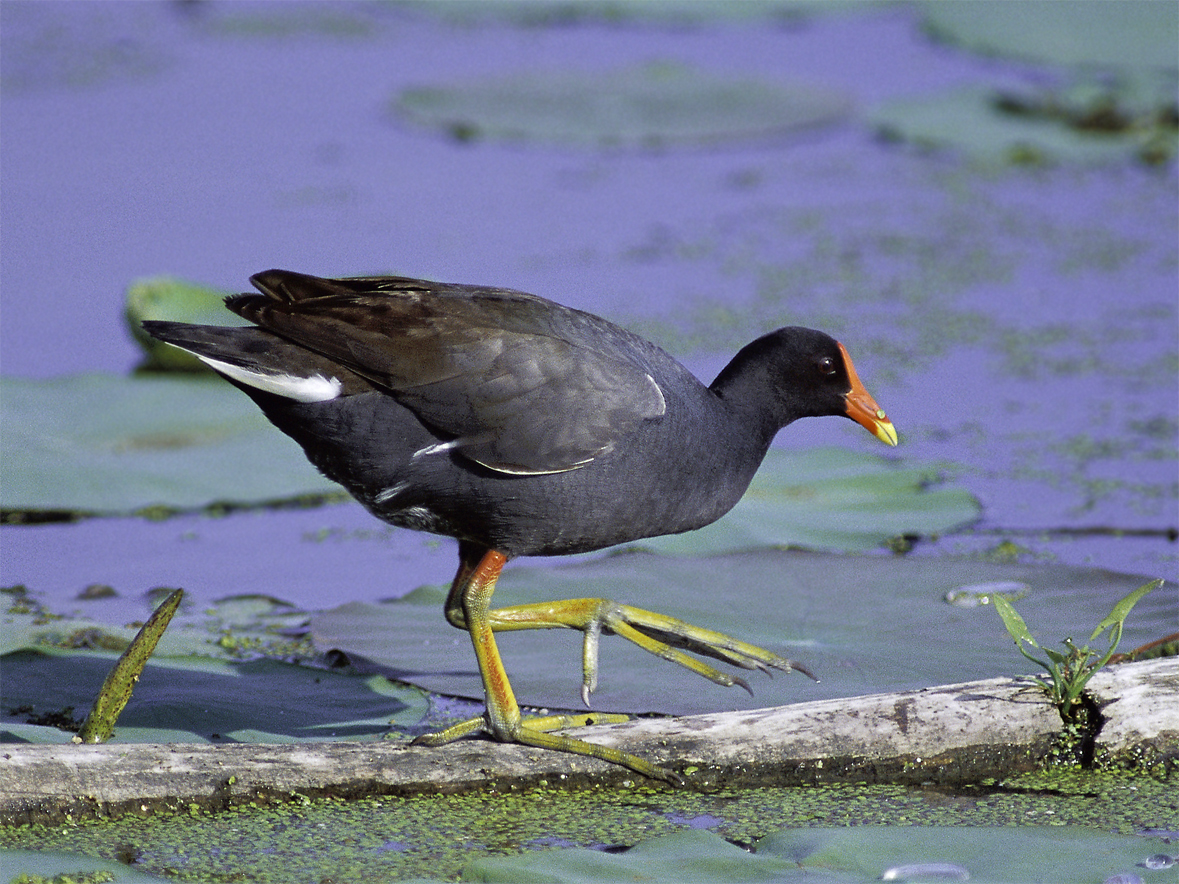
Polla d'aigua (Gallinula chloropus)

S'ha comprovat la nidificació de l'ànec collverd (Anas platyrhyncos), de la polla d'aigua (Gallinula chloropus), de la fotja (Fulica atra) i del camallarga (Himantopus himantopus), aquest últim a causa del descens de la salinitat de l'aigua dels estanys.

#### Limícoles
Més d'una trentena d'espècies d'aquest grup s'han citat als aiguamolls de Torredembarra. Cal destacar la nidificació del corriol camanegre (Charadrius alexandrinus), tot i les dificultats que troba per l'allau de persones i vehicles que transiten per la seva zona de nidificació, que han malmès moltes de les seves postes. Són freqüents espècies com el corriol petit (Charadrius dubius), el camallarga (Himantopus himantopus) i la gamba roja comuna (Tringa totanus).

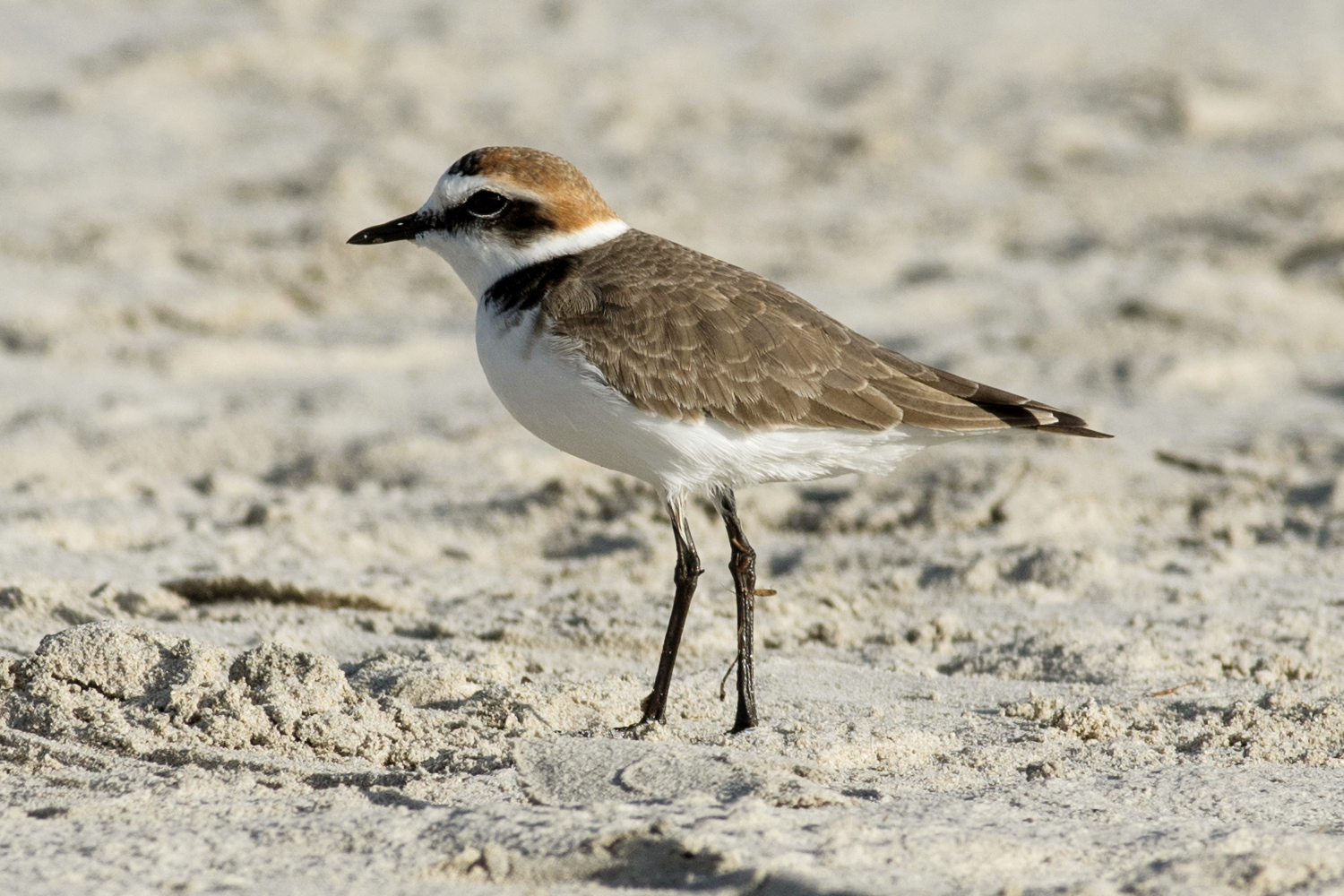
Corriol camanegre (Charadrius alexandrinus)

Aquestes quatre espècies són els limícoles que es troben, amb quasi total seguretat, juntament amb el corriol gros (Charadrius hiaticula) i el bec d'alena (Recurvirostra avosetta) en èpoques migratòries.
Altres individus, però, poden cercar aliment a l'espai, a la vora de la mar o al salicornar: la fredeluga (Vanellus vanellus), la xivitona (Actitis hypoleucos), el remena-rocs comú (Arenaria interpres), les gambes (Tringa sp.), els tètols (Limosa sp.), els territs (Calidris sp.), etc.

#### Rapinyaires
El xoriguer comú (Falco tinnunculus) i l'aligot (Buteo buteo) són els rapinyaires diürns habituals. És fàcil observar‑los quan cacen, procedents dels llocs de cria propers. Al capvespre, també s'hi pot trobar el xot o sup (Otus scops) i el mussol (Athene noctua).
Els rapinyaires no són els ocells més característics de l'espai que ens ocupa. Tanmateix, s'han citat el falcó cama-roig (Falco vespertinus), l'arpella pàl·lida (Circus cyaneus), l'òliba (Tyto alba) o el mussol emigrant (Asio flammeus), entre d'altres.

#### Passeriformesi altres aus
Aquest gran grup, amb nombroses espècies, és, potser, el més mal estudiat, segurament a causa de la seva menor espectacularitat i major dificultat d'observació. La manca d'un estudi sistemàtic amb anellament fa difícil de quantificar i qualificar aquest grup. S'esmenten, però, els aspectes més rellevants.
Són molts els passeriformes amants de llocs humits i els seus insectes que els permeten alimentar‑se. Alguns nidifiquen entre els espessos salicornars: el repicatalons (Emberiza schoeniclus), el trist (Cisticola juncidis), el rossinyol bord (Cettia cetti), i també diverses espècies de boscarles (Acrocephalus sp.), tallarols, (Sylvia sp.), mosquiters (Phylloscopus sp.), papamosques (Ficedula sp.), orenetes (Hirundo sp., Delichon sp.), etc.
Durant bona part de l'any, es poden trobar estols de caderneres, pinsans, gafarrons, verderols, pardals, merles, estornells, i altres aus. També el titella (Anthus pratensis), la cogullada comuna (Galerida cristata), la cuereta torrentera (Motacilla cinerea) o la blanca (M. alba).
El blauet (Alcedo atthis), només a l'hivern i en escàs nombre (generalment, de pas), pesca en els aiguamolls. Les puputs (Upupa epops) hi són tot l'any, fins i tot com a hivernants. A l'estiu és fàcil veure el vol dels oriols (Oriolus oriolus) o dels abellerols (Merops apiaster).

### Insectes
Dins de l'ordre dels lepidòpters, es pot destacar l'espècie Brithys crini ssp. pancratii que quan és eruga depèn de les fulles dels llibris de mar per a alimentar-se.
De l'ordre dels dípters es pot fer esment de dos gèneres habituals, el Chironomus i Stratiomys o mosques d'armadura. Dels odonats destaca l'espècie Anax imperator per ser la més gran d'Europa i dels coleòpters els gèneres Tentyria i Pimelia. Entre els himenòpters cal destacar les vespes dels sorrals (Ammophila sp.) i, paràsites d'aquestes, destaquem la Dasylabris maura, una espècie d'abella, les femelles de la qual no tenen ales.
Sens dubte, l'insecte més espectacular és la formiga lleó (Myrmeleon formicarius). Aquesta espècie gaudeix de protecció legal internacional.

### Mamífers

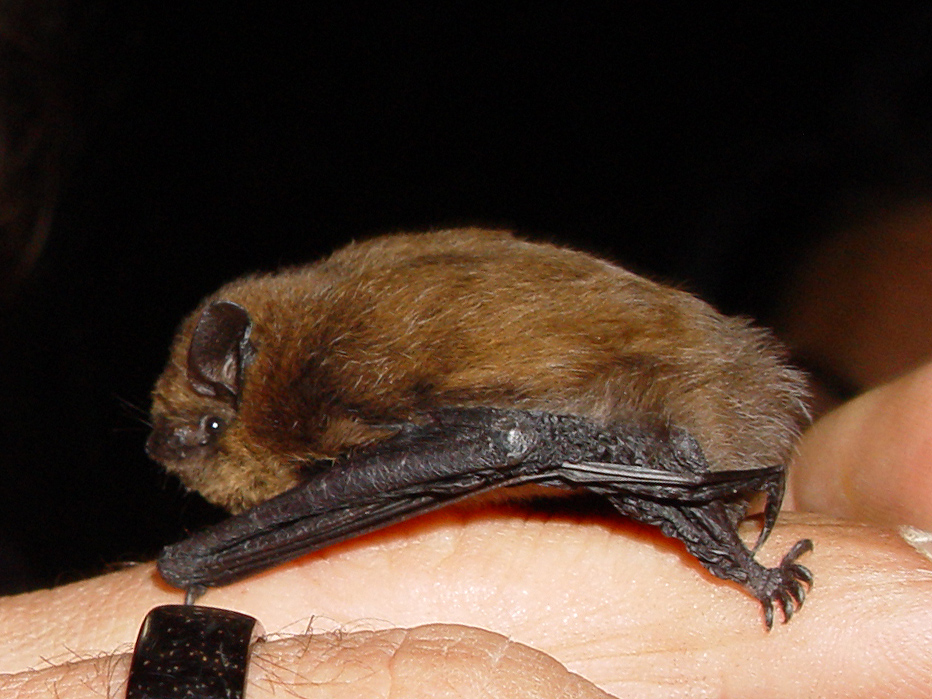
Pipistrel·la o ratapatxet (Pipistrellus pipistrellus)

Com a mínim hi ha una vintena de mamífers que viuen a l'espai. Classificats per l'alimentació tenim:
- Herbívors: una alta població de conills (Oryctolagus cuniculus) a causa de la falta de depredadors. També cal destacar els talpons (Microtus duodecimcostatus).
- Omnívors: es pot trobar la rata comuna i la negra (Rattus norvegicus i Rattus rattus respectivament). A més del ratolí de bosc (Apodemus sylvaticus), ratolí comú (Mus musculus) i ratolí de camp (Mus spretus).
- Insectívors: l'eriçó clar (Atelerix algirus), trobat diversos cops aixafat a la carretera i a la via del tren. La musaranya comuna (Crocidura russula) i musaranya etrusca (Suncus etruscus). De les 9 espècies de ratpenat es poden destacar les espècies: ferradura grossa (Rhinolophus ferrumequinum), el ratpenat de musell llarg (Myotis myotis), el ratpenat bru dels graners (Eptesicus serotinus) i la pipistrel·la o ratapatxet (Pipistrellus pipistrellus).
- Carnívors: d'aquest grup només tenim unes cites aïllades. S'han vist guineus (Vulpes vulpes), s'han trobat rastres de la geneta o gat mesquer (Genetta genetta), de la mostela (Mustela nivalis) i petjades de senglar (Sus scrofa).[6]

## Flora
De forma general s'hi distingeixen dos grans grups de comunitats costaneres: les comunitats arenícoles, que viuen en un medi relativament sec o poc salat, i les comunitats halòfiles, adaptades a ambients humits molt salats. Entre els dos extrems es troba una gradació en les condicions ecològiques que permet l'establiment d'un gran nombre de comunitats intermèdies entre les dunes i els salobrars.

### Comunitats arenícoles
Les platges de sorra fina, com la de Torredembarra, constitueixen un substrat molt difícil de colonitzar per part de la vegetació. El medi arenós, sense coherència, es caracteritza per no retenir ni l'aigua de pluja ni l'aigua de mar, per la qual cosa presenta una aridesa permanent alhora que una salinitat edàfica molt baixa o quasi nul·la. Altres característiques són la mobilitat del substrat, a causa de la manca de cimentació, i la freqüència de vents que actuen abrasivament sobre les plantes.
Les comunitats observades pertanyen totes elles a la classe Ammophiletea, que comprèn les associacions arenícoles de sorrals costaners.

#### Comunitats de duna

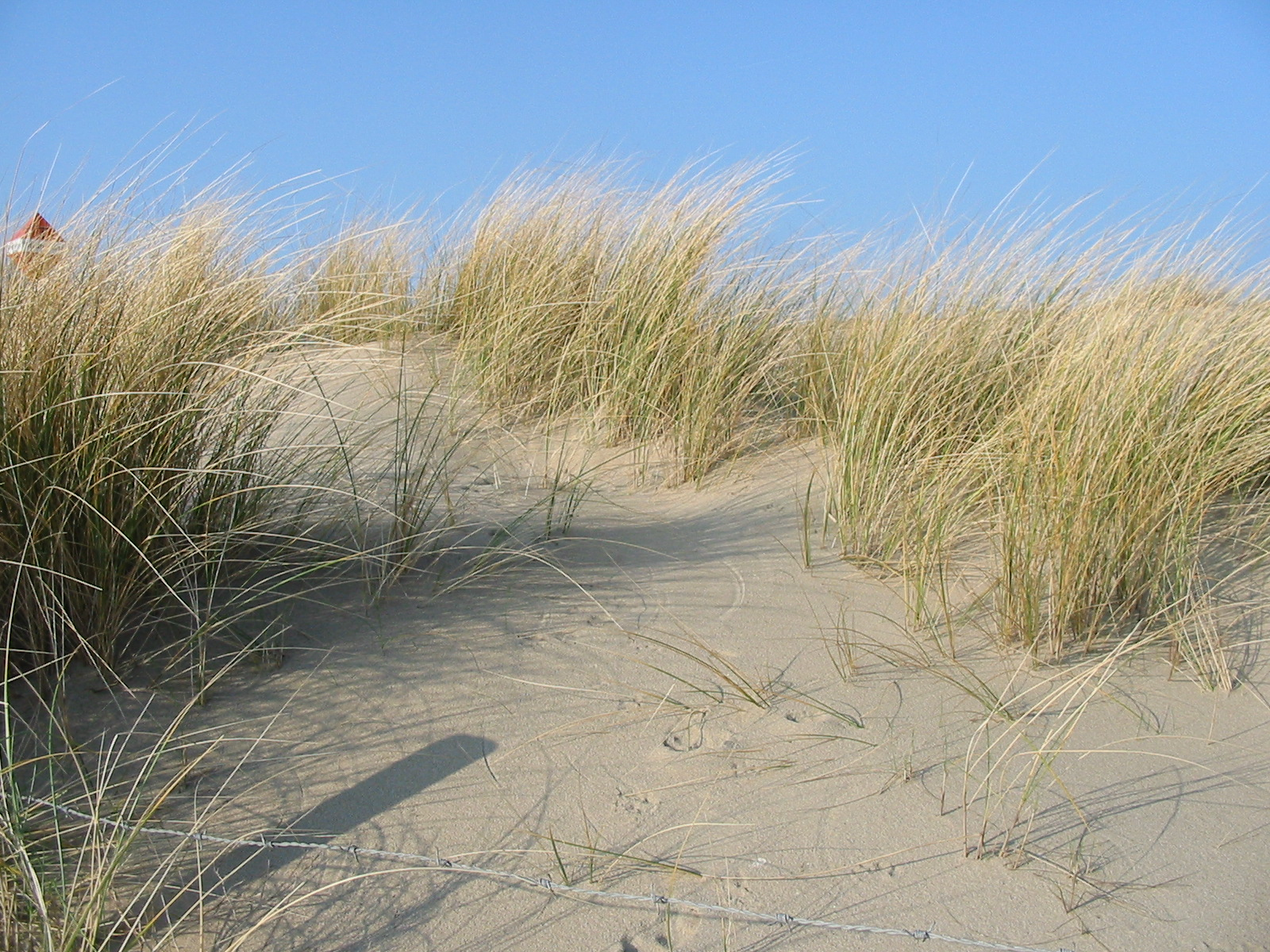
Borró (Ammophila arenaria

A partir del nivell on les ones ja no arriben sinó excepcionalment, es troba la comunitat de jull de platja (Agropyretum mediterraneum), que en el cas de Torredembarra està dominada per l'esporobol (Sporobolus pungens); i en són espècies característiques la mànsega marina (Cyperus capitatus), la lleterassa (Euphorbia peplis), la campaneta de mar (Calystegia soldanella) i Elymus elongatus.
Localitzada al capdamunt de les dunes, es troba la comunitat de borró (Ammophiletum arundinaceae), amb una important funció en la fixació de la sorra. L'espècie dominant és el borró (Ammophila arenaria ssp. arundinacea), acompanyada del melgó marí (Medicago marina) i l'equinòfora (Echinophora spinosa), i tot sovint s'hi troba el lliri de mar (Pancratium maritimum).

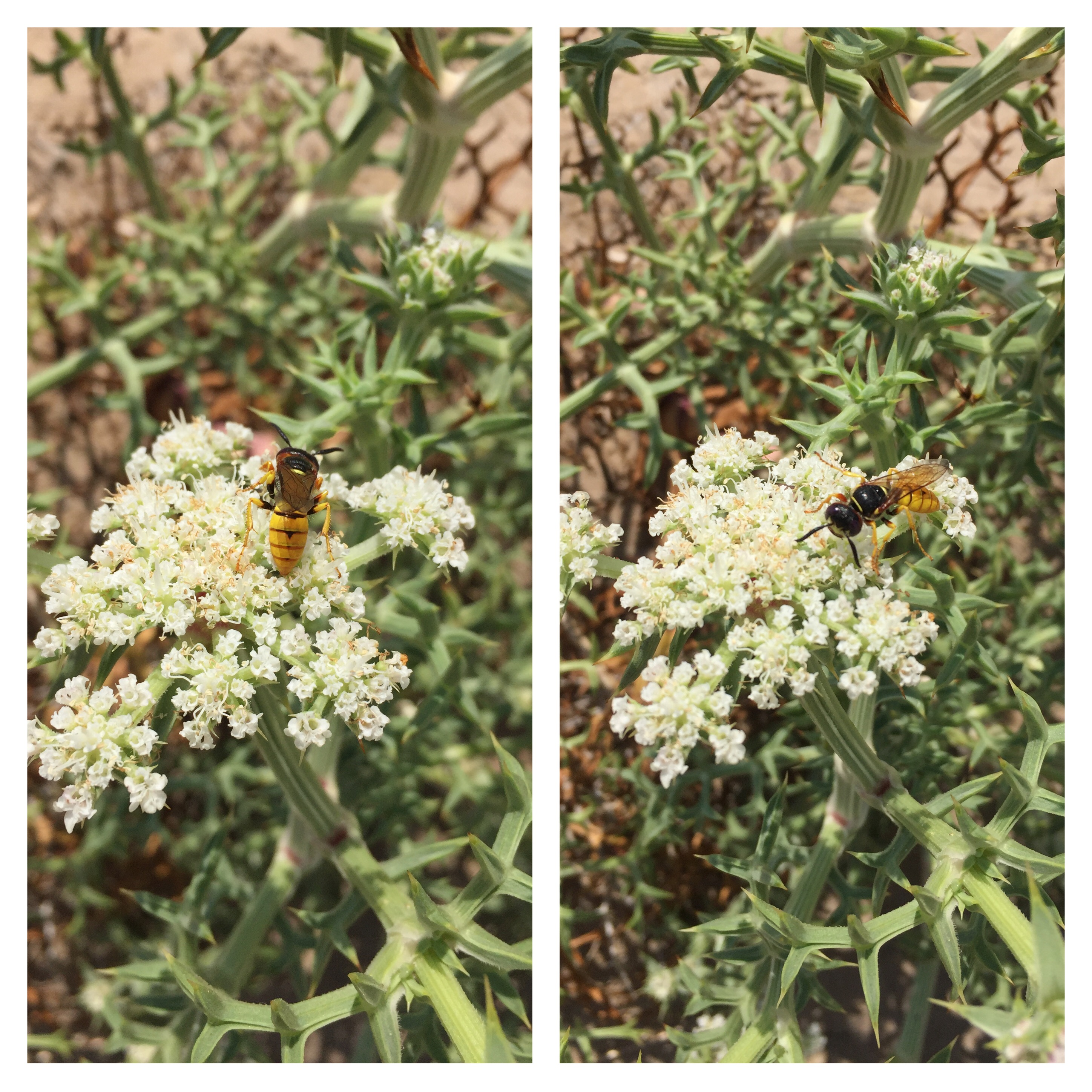
Abella en una flor d'equinòfora espinosa en la platja de Muntanyans (2016)

#### Comunitats de rereduna
En augmentar la distància al mar, les sorres s'estabilitzen, les dunes de primera línia protegeixen contra el vent del mar i, darrere seu, la vegetació compta amb condicions més favorables per evolucionar. Juntament amb la sorra s'acumula una major fracció de sediments argilosos que fan més apte el substrat i la vegetació s'hi instal·la densament. Aquí es troba la comunitat de credeueta marina (Crucianelletum maritimae), constituïda per arbusts nans i herbes perennes. En són característiques la credeueta (Crucianella maritima), l'ungla de gat (Ononis natrix ssp. ramosissima), el timó marí (Teucrium polium ssp. polium), l'escablosa marítima (Scabiosa atropurpurea), la silene de platja (Silene micaensis), la lleterassa (Euphorbia terracina), Pseudorlaya pumila, Erodium laciniatum i Cutandia maritima. Al rereduna de Torredembarra abunda la bufalaga marina (Thymelaea hirsuta), la qual determina una subassociació d'aquesta comunitat (Crucianalletum maritimae subass. thimelaeetosum hirsutae).
La platja de Torredembarra té molt poc pendent i presenta zones baixes entre les dunes per on entren les onades quan hi ha tempesta. Això origina petites llacunes litorals més o menys efímeres que en assecar‑se deixen dipòsits de sals en el sòl. Aquí s'instal·la la comunitat de jonquera amb cesquera (Eriantho Holoschoenetum australis), si bé no del tot ben representada, ja que la cesquera (Saccharum ravennae) hi és absent. En canvi, es troben abundantment el jonc boval (Scirpus holoschoenus), que fa petits claps rere les dunes, i la pastanaga borda (Daucus carota subsp. maritimus).

#### Comunitats nitròfiles de platja i rereduna
Tot i que la zona dels muntanyans de Torredembarra és representativa pel que fa a les comunitats de duna i rereduna del litoral tarragoní, aquestes no han estat exemptes d'una certa incursió de plantes arenícoles nitròfiles, les quals s'han desenvolupat d'acord amb la seva proximitat a la zona d'accés del barri marítim. Aquesta comunitat anomenada de cascall marí (Hypochoerido‑glaucietum flavi) està representada per espècies força freqüents com la barrella punxosa (Salsola kali), el cascall marí (Glaucium flavum) i el rave de mar (Cakile maritima), i substitueix totalment o parcialment la comunitat de credeueta marina.

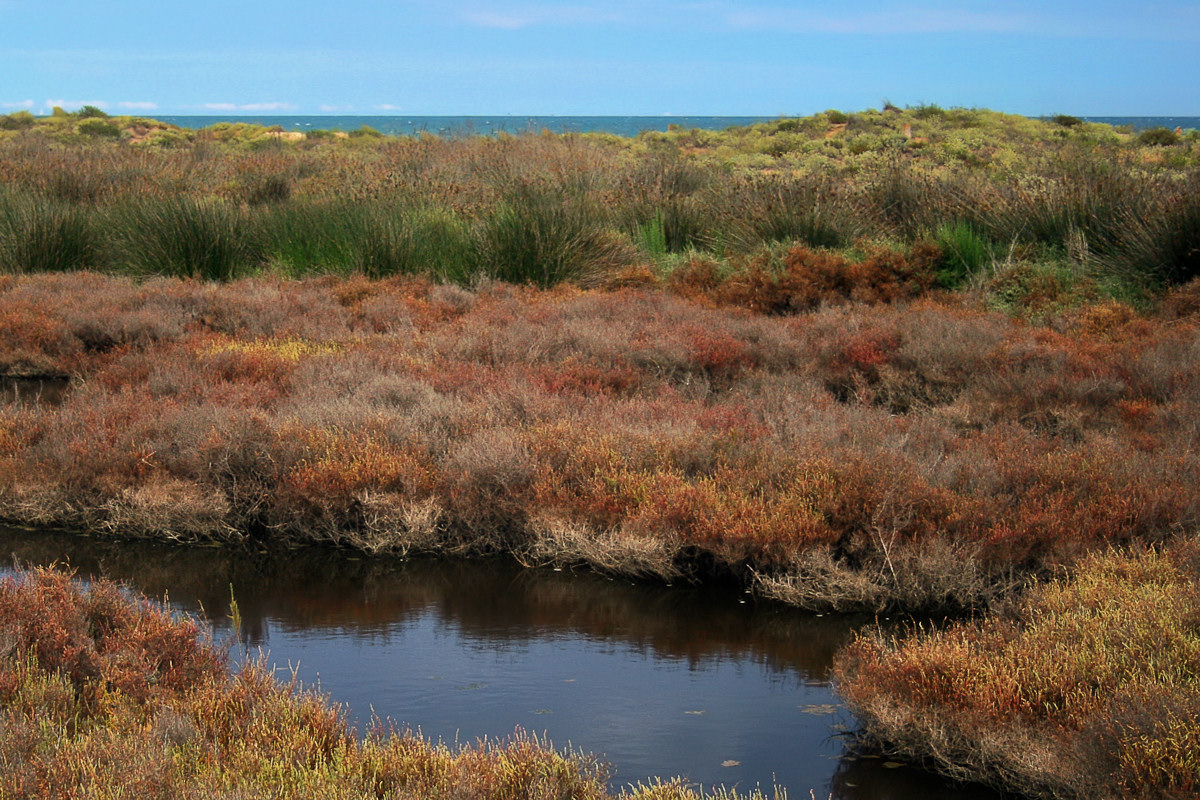
Zonificació de la flora en bandes paral·leles a la costa dels Muntanyans (juny 2009)

### Comunitats halòfiles
Al voltant de les llacunes salobres de darrere la platja, sobre sòls més argilosos, compactes i molt salins, es troben les comunitats vegetals que presenten un major grau d'halofília. Es caracteritzen en general per una minsa diversitat d'espècies, les quals estan molt ben adaptades a resistir altes concentracions de clorurs, ja sigui mitjançant l'acumulació de sals en els seus sucs cel·lulars per afavorir la captació d'aigua (fet que els confereix un aspecte crassulaci), com és el cas de la salicòrnia, ja sigui amb la presència de glàndules excretores de sals.
El salicornar subarbustiu de salicòrnia fruticosa o cirialera vera (Arthrocnemetum fruticosi inuletosum crithmoidis) s'estén des de la via del tren fins al rereduna. Presenta l'aspecte d'una brolla suculenta, força densa i d'uns 50 cm d'alçària. Aquesta comunitat està bàsicament integrada per higrohalòfits com la cirialera vera (Arthrocnemum fruticosum), l'halimione (Atriplex portulacoides) i allí on els clorurs són més abundants apareixen també els limòniums (Limonium oleifolium). Entre el salicornar també apareix una crosta negra de cianobacteris en les zones entollades que a l'estiu s'assequen.
Sobre sòls salats, argilosos i molt menys humits que els del salicornar, els higrohalòfits són desplaçats per altres espècies menys suculentes, tot i que estan molt ben adaptades a resistir els clorurs: els limòniums (Limonium girardianum i Limonium oleifolium) i el donzell marí (Artemisia caerulescens subsp. gallica) hi són abundants, cosa que determina una comunitat de limòniums i donzell marí (Artemisio-Limonietum virgatii), la qual en tenir també la presència de la halimione (Atriplex portulacoides), la considerem com la subassociació Artriplicetosum portulacoidis.
Més a prop de les dunes, la fracció sorrenca del sòl s'incrementa i l'argil·losa disminueix; això implica una menor retenció de sals en el sòl i les espècies estrictament halòfites com les del salicornar o les comunitats de limòniums són substituïdes per joncs i altres plantes junciformes, i es constitueixen les anomenades jonqueres halòfites, que en la zona que ens ocupa es presenten com un prat bastant dens de plantatge crassifoli (Plantago crassifolia) amb Centaurium tenuiflorum i sobretot jonc marítim (Juncus acutus). El conjunt dona lloc a la comunitat anomenada jonquera amb plantatge crassifoli (Schoeno‑Plantaginetum crassifoliae plantaginetosum).
En algunes taques de sòl nu arenoargil·lós, bastant salí, a l'epòca de les pluges de primavera (que provoquen un rentat del perfil superior de sòl), s'hi desenvolupa una comunitat de petits teròfits de vida curta que només apareix a la primavera i principis d'estiu. Aquesta associació, Junco minutuli-Parapholidetum filiformis, pertanyent a la classe Saginetea maritimae, ha estat descrita per primer cop als Muntanyans de Torredembarra, i està constituïda per espècies que acaben el seu cicle vital abans de les fortes calors i de la sequera de l'estiu, quan el sòl té la màxima concentració de clorurs.
Són característiques de l'associació les espècies següents: Parapholis filiformis, Juncus bufonius, Sagina maritima, Hymenolobus procumbens i Spergularia bocconi.

#### Resum de Comunitats i codis d'Hàbitat d'interès comunitari (HIC)[1]
|   | Característica botànica de l'hàbitat                      | Comentari situació | Codi HIC |
| - | --------------------------------------------------------- | ------------------ | -------- |
| 1 | Jull de platja                                            | Duna               | 2110     |
| 2 | Borró                                                     | Duna               | 2120     |
| 3 | Crucianel·la marina                                       | Reraduna           | 2210     |
| 4 | Pradells i jonqueres halòfiles                            | Banda interior     | 1410     |
| 5 | Salicornars subarbustius i alguns poblaments de limòniums | Banda interior     | 1420     |
| 6 | Jonqueres amb plantatge crassifoli                        | Sectors interiors  | 1410     |
| 7 | Pradells de teròfits primaverals de reraduna              | Sectors interiors  | 1730     |

## Fongs
Podem trobar fins a 12 espècies diferents de fongs. D'aquests, la majoria d'ells formen simbiosi amb plantes com el borró (els fongs micorrízics), i a més de poder sobreviure ho faran en millors condicions. Els fongs micorrízics són un dels factors més importants pels quals les dunes es poden estabilitzar. Es poden trobar fongs des de formes esfèriques com les del gènere Peziza, fins a les formes típiques de la Psathyrella ammophila amb barret de vora els 22 mil·límetres de diàmetre i color bru clar.

## Activitat humana
Una de les principals dificultats per a la conservació i manteniment dels Muntanyans-Gorg és la forta presència humana en èpoques de vacances. Això fa que milers de persones en un sol dia vulguin travessar l'espai, bé sigui longitudinalment (seguint la platja) o transversalment (de la via del tren al mar). La primera conseqüència és el pas continu per sobre de les dunes d'aquelles persones que no respecten els itineraris, de manera que, la duna pateix una erosió considerable. La segona conseqüència és que espècies com el Corriol camanegre se'n veuen molt ressentides i hi ha el perill que algun dia deixen de niar a Torredembarra (actualment hi ha entre 1 i 3 parelles l'any).
Encara és més destacada la presència de zones residencials o càmpings just a l'altra banda de la via del tren, utilitzats per molta de la gent que freqüenta l'espai. Això elimina la possibilitat que hi hagi un connector biològic, tan necessari per un espai petit com Els Muntanyans-Gorg.
L'únic connector biològic que existeix està amenaçat per la construcció del Pla Parcial Muntanyans II on es preveu més de 500 habitatges en una zona d'alt risc d'inundació

## Ecologisme i urbanisme
El GEPEC-EdC (Grup d'Estudi i Protecció dels Ecosistemes de Catalunya - Ecologistes de Catalunya) porta des d'abans de l'any 1992 estudiant, lluitant per protegir-lo i posteriorment mantenint els Muntanyans-Gorg.

### Muntanyans
La zona coneguda com a Muntanyans es troba a l'extrem est del terme municipal de Torredembarra, entre la carretera N-340 i la via del tren València-Barcelona. Aquesta zona es troba molt propera a l'espai d'interès natural (EIN) de la Platja de Torredembarra i Creixell, del qual només la separa la via del tren. El Pla General d’Ordenació Urbana de Torredembarra de 1982 i la posterior revisió de l’any 2002 declararen aquest àmbit com a urbanitzable i el dividiren en dos sectors: Muntanyans I i Muntanyans II.

#### Muntanyans I
L'any 2003 s'inicià la construcció de Muntanyans I, que preveia 400 habitatges.

#### Muntanyans II
L'any 2004 la Comissió Territorial d'Urbanisme de Tarragona denegà l'aprovació del sector Muntanyans II (16 ha i 560 habitatges). La prohibició estigué motivada per un informe de l'Agència Catalana de l'Aigua (ACA) que alertava del risc d'inundació. A causa d'aquesta prohibició, el Departament de Política Territorial i Obres Públiques de la Generalitat de Catalunya modificà l'ordenació i alliberà espai de la zona sud (la de més valor ecològic degut a la seva proximitat amb l'EIN) per tal d'incorporar-la a l'existent EIN Muntanyans-Gorg. A més a més es prengueren mesures per a evitar el risc d'inundacions. El pla parcial de Muntanyans II fou aprovat l'any 2006 i constava d'un nombre d'habitatges similar als inicials (543).
L'ajuntament de Torredembarra intentà l'any 2005 protegir l'espai de Muntanyans II. Per a fer-ho, l'Ajuntament tenia prevista la compra dels terrenys per part del Ministeri de Medi Ambient del Govern Espanyol emparant-se en la Llei 22/1988 de Costes, que preveia la compra d'espais oberts sota pressió urbanística. La compra s'inclogué als pressupostos del Govern Central l'any 2007 però mai fou executada.
Entre el 2007 i el 2008, s'inicià la urbanització dels vials de Muntanyans II, però a causa de la crisi econòmica, l'any 2009 s'aturà la construcció. L'octubre del mateix any es conegué un informe d'un pèrit independent que va encarregar la promotora. Aquest informe avalava la teoria de la inundabilitat del sector Muntanyans II posant en dubte la canalització del torrent d'en Gibert i del col·lector de pluja construïts durant la urbanització dels terrenys. Aquest informe coincidia amb un altre informe demanat pel jutge el 2008.
El juliol de l'any 2011, el Tribunal Superior de Justícia de Catalunya anul·là el pla parcial dels Muntanyans II degut al seu risc d'inundabilitat, com anunciaven els informes presentats. El Departament de Territori i Sostenibilitat defengué la seva actuació, i la immobiliaria Vegas de Guadaira presentà un recurs.
L'any 2014, el Tribunal Suprem anul·là definitivament el pla urbanístic de Muntanyans II, deixant d'aquesta manera sense validesa els arguments de la Generalitat de Catalunya i de la promotora. Per altra banda, la plataforma Salvem els Muntanyans demanà que s'inclogués el terreny a l'espai protegit de la platja de Torredembarra i Creixell.